# Buthoscorpio
Buthoscorpio es un género de escorpiones de la familia Buthidae descrito por Werner en 1936.

## Especies
Los siguientes son los nombres científicos de las diferentes especies que componen el género Buthoscorpio; a la derecha de estos están los apellidos de sus descubridores y el año en que fueron descubiertas.
B. politus, Pocock, 1899;
B. sarasinorum, Karsch, 1891.